# مانیفست حزب کمونیست
مانیفست کمونیست (یا بیانیهٔ کمونیست، در اصل مانیفست حزب کمونیست) یک جزوه سیاسی است که در سال ۱۸۴۸ توسط فیلسوفان آلمانی، کارل مارکس و فردریش انگلس، منتشر شد. این اثر به درخواست اتحادیه کمونیست‌ها و برای اولین بار در لندن (به آلمانی تحت عنوان Manifest der Kommunistischen Partei) به انتشار رسید؛ درست در زمانی که انقلاب‌های ۱۸۴۸ در حال شعله‌ور شدن بودند. مانیفست بعدها به عنوان یکی از تاثیرگذارترین اسناد سیاسی جهان به رسمیت شناخته شد. این اثر رویکردی تحلیلی بر مبارزه طبقاتی (به صورت تاریخی و در زمانه معاصر)، تعارضات سرمایه‌داری و شیوه تولید کاپیتالیستی است، بیش از آنکه پیش‌بینی‌ای از فرم‌های بالقوه کمونیسم در آینده ارائه کند.
مانیفست کمونیست بیانگر نظریات اجمالی مارکس و انگلس در مورد ماهیت جامعه و سیاست است، برای مثال به قلم خودشان «تاریخ تمام جوامع موجود، تاریخ مبارزات طبقاتی بوده‌است». این جزوه همچنین حاوی ایده‌های اجمالی‌شان پیرامون چگونگی جایگزینی غایی جامعهٔ کاپیتالیستی زمانه‌شان با سوسیالیسم است. در اواخر متن بیانیه، نویسندگان خواستار «واژگون ساختن تمامیت نظام اجتماعی موجود، از راه جبر» می‌شوند، که به عنوان توجیهی برای انقلاب‌های کمونیستی در سراسر جهان استفاده شد. در سال ۲۰۱۳، مانیفست کمونیست به همراه سرمایه، جلد ۱، اثر مارکس، در برنامهٔ حافظهٔ جهانی یونسکو به ثبت رسید.

## چکیده

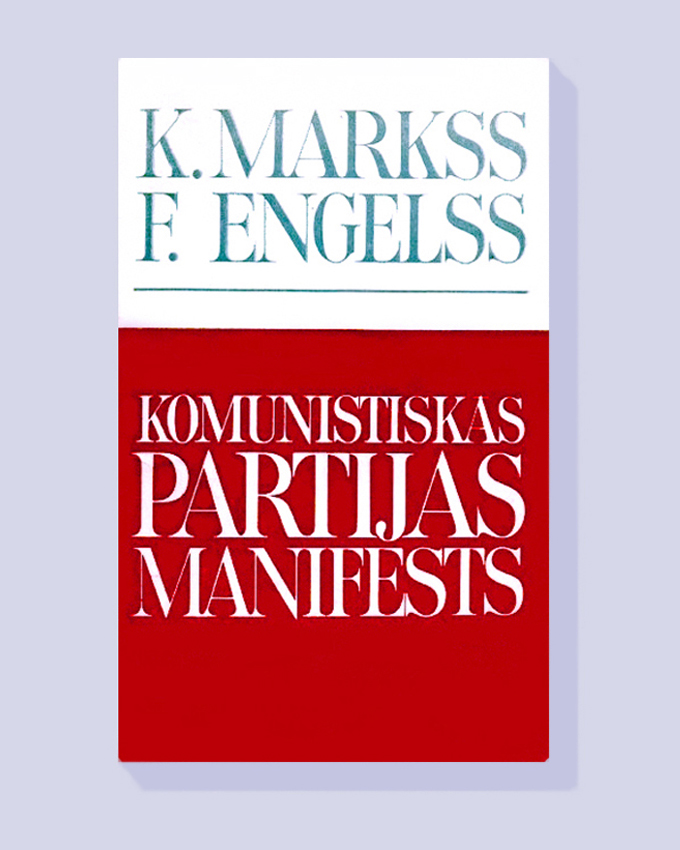
کتاب دهه ۱۹۴۰. مارکس-انگلس. انتشارات دولتی لتونی.

مانیفست کمونیست شامل یک مقدمه، چهار بخش و در نهایت یک جمع‌بندی کوتاه است. مقدمه با اعلام صریح این نکته آغاز می‌شود که: «شبحی در اروپا در گشت و گذار است - شبح کمونیسم. همه نیروهای اروپای کهن برای تعقیب مقدس این شبح متحد شده‌اند.» و تصریح می‌کند که تمامی احزاب در اروپا- هم احزاب دولتی و هم احزاب اپوزیسیون- یکدیگر را به «انگ کمونیسم» متهم می‌کنند. این موضوع نویسندگان بیانیه را به این نتیجه می‌رساند که قدرت‌های موجود کمونیسم را به عنوان یک قدرت به رسمیت می‌شناسند. در ادامه، متن مقدمه کمونیست‌ها را برمی‌انگیزد تا دیدگاه‌ها و اهدافشان را به روشنی منتشر کنند و ترغیبشان می‌کند تا «در مقابل افسانه شبح کمونیسم، مانیفست حزب خود را قرار دهند.»
بخش نخست مانیفست، «بورژواها و پرولتارها»، مختص تشریح شکل‌گیری ماتریالیستی تاریخ است، که «تاریخ همه جوامع تا کنون، تاریخ مبارزات طبقاتی بوده‌است.» جوامع همواره به شکل اکثریتی سرکوب شده به زیر یوغ استعمار اقلیتی سرکوبگر درآمده‌اند. در نظام سرمایه‌داری، طبقه کارگر صنعتی، یا پرولتاریا، درگیر مبارزه طبقاتی علیه بورژوازی یا همان صاحبان ابزار تولید می‌شود. این مبارزه همانند گذشته، به انقلابی منجر خواهد شد که یا ساخت جامعه را تغییر می‌دهد، یا به «فنای مشترک طبقات متخاصم» می‌انجامد. بورژوازی از طریق «تحولات لاینقطع در تولید، تزلزل بلا انقطاع کلیهٔ اوضاع و احوال اجتماعی» و فروپاشیدن قدرت‌های کهن فئودالیسم تبدیل به طبقه مسلط اجتماع شده‌است. بورژوازی دائماً در حال بهره‌کشی از نیروی کار پرولتاریا و در نتیجه سودآوری و انباشت سرمایه است. هرچند، بورژوازی با این کار «گور خود را حفر می‌کند»؛ پرولتاریا ناگزیر از ظرفیت خود آگاه خواهد شد و از طریق انقلاب به قدرت خواهد رسید و بورژوازی را برخواهد انداخت.
بخش دوم، با عنوان «کارگران و کمونیست‌ها» با تشریح مناسبات کمونیست‌های آگاه و سایر گروه‌ها در طبقه کارگر آغاز می‌شود. حزب کمونیست به مقابله با سایر احزاب طبقه کارگر نخواهد پرداخت، اما برخلاف آن‌ها، مبیّن خواست اراده عمومی و مدافع منافع عمومی کارگران جهان به عنوان یک کل واحد و فارغ از هرگونه ملّی گرایی است. این بخش با دفاع از کمونیسم در برابر ایرادات مختلفی که به آن وارد می‌شود ادامه می‌یابد، از جمله این اتهام که کمونیسم مدافع فحشاء عمومی یا مروّج تنبلی و بی‌انگیزگی مردم برای کار است؛ و درنهایت بخش دوم با طرح اقداماتی عاجل پایان می‌یابد که از میان آن‌ها می‌توان به مالیات تصاعدی بر درآمد؛ الغای مالکیت خصوصی و موروثی؛ منع به کار گرفتن کودکان؛ آموزش عمومی رایگان؛ ملّی کردن وسایل ارتباطی و حمل و نقل؛ متمرکز کردن اعتبارات از طریق یک بانک ملّی؛ توسعه مالکیت عمومی و غیره اشاره کرد. اقداماتی که اجرای آن‌ها مقدمه‌ای برای شکل‌گیری جامعه‌ای بی‌دولت و رها از تمایزات طبقاتی بود.
در بخش سوم، با عنوان «ادبیات سوسیالیستی و کمونیستی»، تمایزات میان کمونیسم و دیگر آموزه‌های رایج سوسیالیستی آن زمان برشمرده می‌شود و آن‌ها را ذیل عنوان‌های سوسیالیسم ارتجاعی؛ سوسیالیسم بورژوایی یا محافظه‌کار؛ کمونیسم و سوسیالیسم انتقادی- آرمانشهری. گرچه این آموزه‌ها هرکدام از وجهی خاص در مظان نقد و اتهام قرار می‌گیرند، همگی به دلیل حمایت از اصلاح‌طلبی و ضعف در درک نقش انقلابی چشمگیر طبقه کارگر مردود شمرده می‌شوند. «مناسبات کمونیست‌ها با احزاب مختلف اپوزیسیون»، بخش پایانی مانیفست، اجمالاً به مواضع کمونیست‌ها در برابر نزاع‌های داخلی در اواسط قرن نوزدهم در کشورهایی مشخص مانند فرانسه، سوئیس، لهستان و آلمان اختصاص یافته‌است. در این بخش آلمان «در آستانه انقلاب بورژوایی» معرفی می‌شود و پیش‌بینی می‌شود انقلابی جهانی به زودی به دنبال آن به وقوع بپیوندد. این بخش با اذعان به اتحاد با سوسیال دموکرات‌ها، حمایت آشکار از دیگر انقلاب‌های کمونیستی و دعوت به وحدت عمل میان کارگران جهان به پایان می‌رسد. «کارگران جهان، متّحد شوید!»

## تحریر

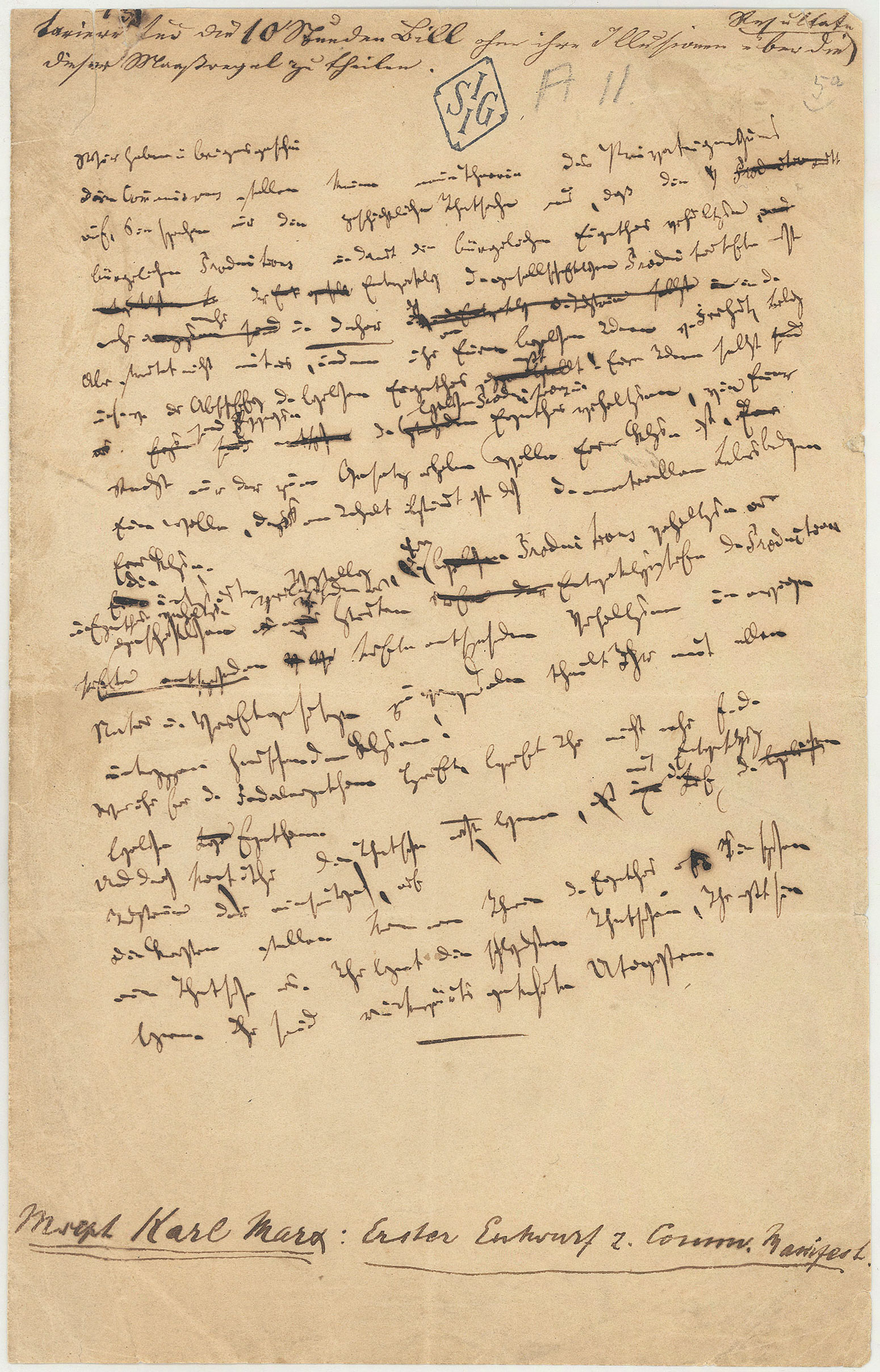
تنها صفحه به جا مانده از اولین پیش نویس مانیفست، دست‌نوشتهٔ کارل مارکس

مارکس و انگلس در بهار ۱۸۴۷ به اتحادیه دادگران پیوستند، جمعی که سریعاً با ایده‌های دوگانه «کمونیسم انتقادی» متقاعد شده بودند. در کنگرهٔ اول اتحادیه (۲ الی ۹ ژوئن)، انگلس از سوی اتحادیه مأمور تهیه پیش‌نویس یک «اقرار ایمانی» شد اما بعداً، چنین سندی برای یک سازمان باز و مسالمت‌جو نامناسب پنداشته شد. با این وجود انگلس «طرح اعتقادات ایمانی کمونیستی» را نوشت تا دستور کار اتحادیه را شرح دهد. چند ماه بعد در اکتبر، انگلس به شاخهٔ پاریس اتحادیه شتافت تا موشه هس، که یک مانیفست ضعیف برای گروه (که اکنون اتحادیه کمونیست‌ها خوانده می‌شد) نوشته بود، را پیدا کند. در غیاب هس، انگلس به شدت از این مانیفست انتقاد کرد و اعتماد سایر اعضای اتحادیه را برای تدوین یک مانیفست جدید جلب کرد. این مانیفست به پیش‌نویس اصول کمونیسم تبدیل شد، جزوه‌ای «کمتر ایمانی و بیشتر یک مقاله عملگرا» توصیف شده‌است.
در ۲۳ نوامبر، کمی پیش از آغاز کنگره دوم اتحادیهٔ کمونیست (۲۹ نوامبر – ۸ دسامبر ۱۸۴۷)، انگلس در نامه‌ای به مارکس، تمایلش برای به‌کارگیری قالب مانیفست به جای کتکیزم را ابراز کرد، چون احساس می‌کرد که سندشان «باید حاوی مقداری از تاریخ باشد». در ۲۸ نوامبر، مارکس و انگلس در اوستنده بلژیک دیدار کردند و چند روز بعد هم در سوهو، دفتر مرکزی انجمن آموزش کارگران آلمانی، برای حضور در کنگره گرد هم آمدند. در بازهٔ زمانی ده روز آینده، مباحثه‌ای شدید میان اعضای اتحادیه درگرفت و سرانجام مارکس بر سایرین مسلط شده و بر «اپوزوسیونی راسخ و دنباله‌دار» فائق آمد. این امر به نوشته هارولد لسکی، رای اکثریت اعضای اتحادیه را برای برنامه او تضمین کرد. بدین ترتیب اتحادیه به اتفاق آرا قطعنامه‌ای بسیار جدلی‌تر از قطعنامه کنگره اول در ژوئن را تصویب کرد. مارکس (به خصوص) و انگلس، متعاقباً مأمور تنظیم یک مانیفست برای اتحادیه شدند.
بر اساس بیوگرافی مارکس، نوشته فرانسیس وین، مارکس به محض بازگشت به بروکسل دچار «رخوتی عمیق» شد و فقط به شکلی غیرپیوسته بر روی مانیفست کار می‌کرد. او همزمان زمان زیادی را صرف ایراد سخنرانی‌هایی دربارهٔ اقتصاد سیاسی در انجمن تحصیلات کارگران آلمان، نوشتن مقالاتی برای Deutsche-Brüsseler-Zeitung و ایراد سخنرانی‌های طولانی حول تجارت آزاد، می‌کرد. بعدتر، او حتی یک هفته را در خنت گذراند (۱۷ الی ۲۶ ژانویه ۱۸۴۸) تا شعبه‌ای از انجمن دموکراتیک را تأسیس کند. پس از آن، کمیته مرکزی حزب کمونیست که نزدیک به دو ماه بود که از مارکس خبر نداشت، در ۲۴ یا ۲۶ ژانویه یک اولتیماتوم به وی داد و از او درخواست کرد تا دست‌نوشته تکمیل‌شده را تا اول فوریه ارسال کند. این اجبار، مارکس را که در تمام کردن کارهای بدون ضرب‌الاجل مشکل داشت را هشیار کرد و او گویا کمی هم عجله کرد تا کار را در زمان معین تمام کند. برای اثبات این موضوع، اریک هابسبام (تاریخ‌شناس)، به عدم وجود پیش‌نویس، به جز تنها یک برگ، اشاره می‌کند.
با همهٔ این‌ها نوشتن مانیفست شش تا هفت هفته به طول انجامید. اگر چه نام انگلس به عنوان کمک نویسنده ذکر شده‌است ولی آخرین پیش‌نویس، به صورت اختصاصی توسط مارکس نوشته شد. لانسکی از نامهٔ بیست و شش ژانویه استنباط کرد که حتی اتحادیه کمونیسم هم به مارکس به چشم تنها نویسنده نگاه می‌کرد و او یگانه مأمور آن‌ها بود که البته جایگزینی او با شخصی دیگر هم غیرممکن نبود. بعدها در ۱۸۸۳ انگلس شخصاً نوشت «افکار زمینه‌سازی که مانیفست را پیش می‌برند تماماً و به صورت انحصاری به مارکس تعلق داشت.» با این که لانسکی مخالف این ایده نیست، اما پیشنهاد می‌دهد که انگلس به واسطهٔ فروتنی، نقش خود را کمرنگ جلوه داده‌است؛ او به مشابهت نزدیک میان مفاد مانیفست و اصول کمونیسم اشاره و اذعان می‌کند که در حین تحریر مانیفست، مارکس از «سهامی مشترک از ایده‌ها» که در همکاری انگلس ایجاد کرده بود بهره می‌جست؛ نوعی «حساب بانکی از خرد که هر دو آزادانه می‌توانستند از آن برداشت کنند».

## انتشار

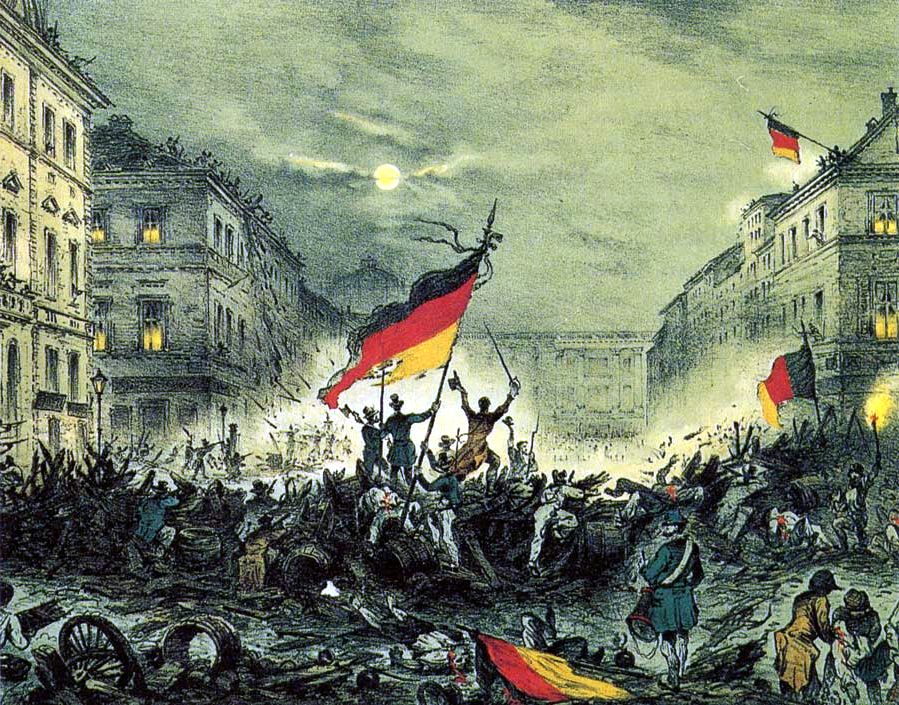
صحنه ای از انقلاب مارس آلمان در برلین، ۱۸۴۸

### انتشار اولیه و گمنامی ۱۸۴۸–۱۸۷۲
در اواخر فوریه ۱۸۴۸، مانیفست به‌طور ناشناس توسط انجمن آموزشی کارگران (Communistischer Arbeiterbildungsverein) در ناحیهٔ بیشاپزگیت سیتی لندن انتشار یافت. جزوه ای ۲۳ صفحه‌ای، که در زبان آلمانی با عنوان Manifest der kommunistischen Partei به تحریر درآمده و جلدی به رنگ سبز تیره داشت. برای سه بار بازچاپ شد و در روزنامهٔ Deutsche Londoner Zeitung که روزنامه‌ای برای مهاجران آلمانی بود نیز انتشار یافت. در چهارم مارس، یک روز بعد از شروع انتشار آن در روزنامه، مارکس توسط پلیس بلژیک اخراج شد. دو هفته بعد، در حدود ۲۰ مارس، هزاران کپی از مانیفست به پاریس و از آن جا در اوایل آوریل به آلمان رسید. در ماه‌های آوریل و مه بود که نوشتار و نشانه‌گذاری متن به منظور چاپ اصلاح شد. مارکس و انگلس این نسخهٔ ۳۰ صفحه ای را به عنوان مبنایی برای نسخه‌های پسین مانیفست استفاده کردند.
با وجود این که در مقدمهٔ مانیفست اظهار شده بود که «قرار است به زبان‌های انگلیسی، فرانسه، آلمانی، ایتالیایی، فنلاندی و دانمارکی انتشار یابد»، نسخه‌های اولیه تنها به زبان آلمانی منتشر شدند. ترجمه‌های لهستانی و دانمارکی به دنبال نسخهٔ اصلی آلمانی در لندن منتشر شدند و در پایان سال ۱۸۴۸ ترجمهٔ سوئدی با عنوان جدید -صدای کمونیسم: اعلامیهٔ حزب کمونیست- انتشار یافت. در ماه‌های ژوئن تا نوامبر سال ۱۸۵۰، مانیفست حزب کمونیست برای اولین بار به زبان انگلیسی انتشار یافت، هنگامی که جرج جولین هارنی ترجمهٔ هلن مک‌فارلن را در مجلهٔ منشورگرای خودش، جمهوری خواهان سرخ چاپ کرد. نسخهٔ وی با جملهٔ «یک لولوی ترسناک در سراسر اروپا کمین کرده‌است. ما توسط یک روح تسخیر شده‌ایم، روح کمونیست» شروع می‌شود. مک‌فارلن که ساکن لانکاشر بود احتمالاً از انگلس مشاوره گرفته بود، که خود ترجمه‌اش را نیمه کاره رها کرده بود. مقدمهٔ هرنی، هویت نویسندگان ناشناس مانیفست را نیز برای اولین بار فاش کرد.

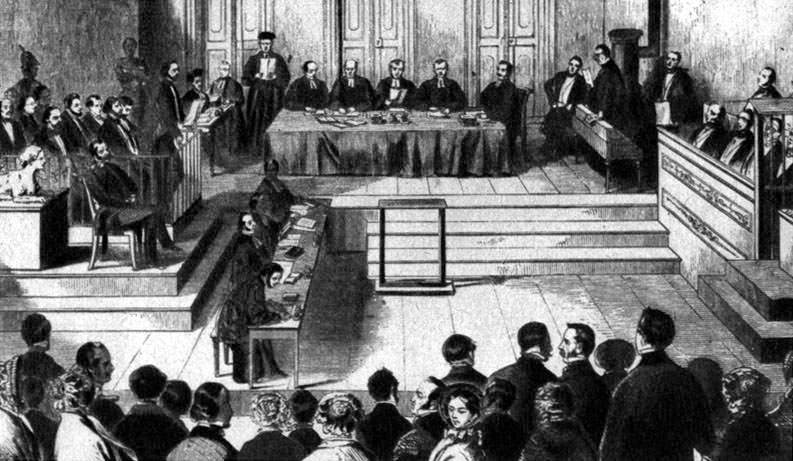
بلافاصله پس از محاکمه کمونیست‌ها در کلن در اواخر ۱۸۵۲، اتحادیه کمونیست‌ها خود را منحل کرد

در فاصله‌ای کوتاه پس از انتشار مانیفست، فرانسه برای براندازی پادشاه لویی فیلیپ انقلاب کرد. مانیفست نقشی در آن بازی نکرد؛ ترجمهٔ فرانسوی تا پیش از سرکوب قیام روزهای ژوئن طبقهٔ کارگر در پاریس منتشر نشده بود. تأثیر آن در انقلاب‌های ۱۸۴۸ سراسری اروپا تنها به آلمان محدود شد، جایی که اتحادیهٔ کمونیستی کلن و روزنامه‌اش Neue Rheinische Zeitung که توسط مارکس ویرایش می‌شد، نقش مهمی را ایفا کردند. روزنامه پس از گذشت یک سال از تأسیسش، در مه ۱۸۴۹ توقیف شد؛ مارکس هم از آلمان تبعید شد و مجبور شد تا باقی عمرش را در لندن بگذراند. در ۱۸۵۱، اعضای مرکزی هیئت مدیرهٔ اتحادیهٔ کمونیستی توسط پلیس پروس دستگیر شدند. آن‌ها ۱۸ ماه بعد، در اواخر ۱۸۵۲، در محاکمه‌ای در کلن به ۳ تا ۶ سال حبس محکوم شدند. از نگاه انگلس انقلاب «به وسیلهٔ واکنش‌هایی، که با شکست خوردن کارگران پاریس در سال ۱۸۴۸ آغاز شد، به حاشیه رانده شد و سرآخر 'به صورت قانونی' در محاکمهٔ کمونیست‌های کلن در نوامبر ۱۸۵۲ تکفیر شد».
پس از شکست انقلاب‌های ۱۸۴۸، مانیفست به ورطه گمنامی افتاد، که در طول دهه‌های ۱۸۵۰ و ۱۸۶۰ هم در آن باقی ماند. هابسبام می‌گوید که در نوامبر ۱۸۵۰ مانیفست «برای مارکس به اندازه کافی کمیاب به نظر می‌رسید که فکر کند ارزش چاپ بخش سوم [...] در آخرین شماره مجله [کوتاه مدت] او در لندن را دارد». در طول دو دهه آینده تنها چند نسخه جدید منتشر شد؛ اینها عبارتند از ترجمه (غیرمجاز و گاهی نادرست) ۱۸۶۹ روسی توسط میخائیل باکونین در ژنو و یک نسخه ۱۸۶۶ در برلین - اولین بار که مانیفست در آلمان منتشر می‌شد. طبق نظر هابسبام: «در اواسط دهه ۱۸۶۰، تقریباً هیچ چیزی که مارکس در گذشته نوشته بود، دیگر در چاپ نبود». با این حال، جان کاول استپنی در اوت/سپتامبر ۱۸۶۹ همزمان با کنگره بازل، یک نسخه کوتاه را در مجله Social Economist منتشر کرد.

### فراز، ۱۸۷۲–۱۹۱۷
در اوایل دهه ۱۸۷۰، دوباره بخت به سوی مانیفست و نویسنده‌هایش برگشت. هابسبام سه علت را برای این اتفاق مطرح می‌کند. اولین علت نقشی بود که مارکس به عنوان رهبر در انجمن بین‌المللی کارگران (معروف به انترناسیونال اول) بازی می‌کرد. علت دوم این بود که مارکس به دلیل دفاع از کمون پاریس ۱۸۷۱ که در کتاب ''جنگ داخلی در فرانسه'' به روشنی بیان شده، نزد سوسیالیست‌ها جایگاه ویژه‌ای کسب کرده بود و به همان میزان نزد مقامات بدنام شده بود. علت آخر، و شاید مهم‌ترین علت محبوبیت مانیفست، محاکمهٔ رهبران حزب سوسیال دموکرات آلمان (SPD) به جرم خیانت بود. طی جلسات دادگاه، دادستان‌ها مانیفست را با صدای بلند به عنوان سند می‌خواندند. این بدین معنی بود که جزوه می‌توانست به‌طور قانونی در آلمان منتشر شود؛ بنابراین در سال ۱۸۷۲، مارکس و انگلس با عجله یک نسخهٔ جدید به زبان آلمانی منتشر کردند و در مقدمهٔ آن توضیح دادند که طی ۲۵ سالی که از اولین انتشار این اثر گذشته، برخی از بخش‌های آن منسوخ شده‌است. در این نسخه همچنین برای اولین بار، عنوان اثر به مانیفست کمونیست (Das Kommunistische Manifest) اختصار یافت و بستری شد تا نویسنده‌ها، نسخه‌های بعدی را بر پایهٔ آن منتشر کردند. بین سال‌های ۱۸۷۱ و ۱۸۷۳ مانیفست در بیش از ۹ نسخه به شش زبان منتشر شد. در سال ۱۸۷۲، این اثر برای اولین بار در آمریکا، طی چند قسمت در هفته‌نامهٔ Woodhull & Claflin's Weekly منتشر شد. با این حال، تا اواسط دهه ۱۸۷۰، مانیفست کمونیست تنها اثر مارکس و انگلس باقی ماند که تا حدی شناخته می‌شد.
طی چهل سال بعدی، همان‌طور که احزاب سوسیال دموکرات در سراسر اروپا و دیگر نقاط جهان ظهور می‌کردند، مانیفست هم در کنار آنها در صدها نسخه و در سی زبان مختلف انتشار یافت. مارکس و انگلس مقدمهٔ جدیدی برای نسخه روسی سال ۱۸۸۲ نوشتند که توسط گئورگی پلخانف در ژنو ترجمه شد. در این مقدمه در مورد اینکه آیا روسیه می‌تواند بدون واسطه به جامعه‌ای کمونیستی تبدیل شود یا مانند کشورهای اروپایی باید ابتدا سرمایه‌داری را تجربه کند بحث شد. بعد از مرگ مارکس در سال ۱۸۸۳، انگلس به تنهایی مقدمه‌ای برای پنج نسخه‌ای که در میان سال‌های ۱۸۸۸ و ۱۸۹۳ منتشر شدند نوشت. در این میان، نسخهٔ انگلیسی سال ۱۸۸۸ هم قرار دارد که توسط ساموئل مور ترجمه شد و انگلس آن را تأیید کرد و بر سراسر آن حاشیه نوشت. این نسخه از آن زمان به عنوان نسخهٔ معیار انگلیسی شناخته می‌شود.
در «کمربند مرکزی اروپا»، از روسیه در شرق تا فرانسه در غرب، مانیفست کمونیست بیشترین اثرگذاری را از لحاظ تعداد نسخه‌های چاپ شده داشت. در مقایسه، این جزوه تأثیر کمی در جنوب و جنوب غربی اروپا داشت و حضور آن در اروپای شمالی نیز در حد متوسط بود. بیرون از اروپا، ترجمه‌های چینی و ژاپنی و همین‌طور ترجمهٔ اسپانیایی در آمریکای جنوبی منتشر شدند. این گسترش جغرافیایی نابرابر در محبوبیت مانیفست، نمایانگر توسعهٔ جنبش‌های سوسیالیستی در منطقه‌ای خاص و همین‌طور محبوبیت سوسیالیسم مارکسیستی در مناطق مختلف بود. همواره ارتباط مستقیمی میان قدرت احزاب سوسیال دموکرات و محبوبیت مانیفست وجود نداشت. برای مثال، حزب سوسیال دموکرات آلمان (SPD)، سالیانه تنها چند هزار کپی از مانیفست را منتشر می‌کرد، حال آنکه تیراژ برنامه ارفورت به چند صد هزار می‌رسید. علاوه بر این، احزاب سوسیال دموکرات توده-محورِ انترناسیونال دوم نیازی نداشتند تا اعضای رده‌پایین خود را از لحاظ نظری مسلط کنند. متون مارکسیستی مانند مانیفست و سرمایه عمدتاً توسط نظریه‌پردازان حزب خوانده می‌شدند. از سوی دیگر، گروه‌های نظامی کوچک و متعهد و فرقه‌های مارکسیستی در غرب به دانش نظری خود می‌بالیدند. هابسبام می‌گوید: «جوی وجود داشت که در آن 'می‌شد صراحت یک رفیق را همواره بر حسب تعداد ارجاعات او به مانیفست اندازه‌گیری کرد'».

### همه‌گیری، ۱۹۱۷ تاکنون

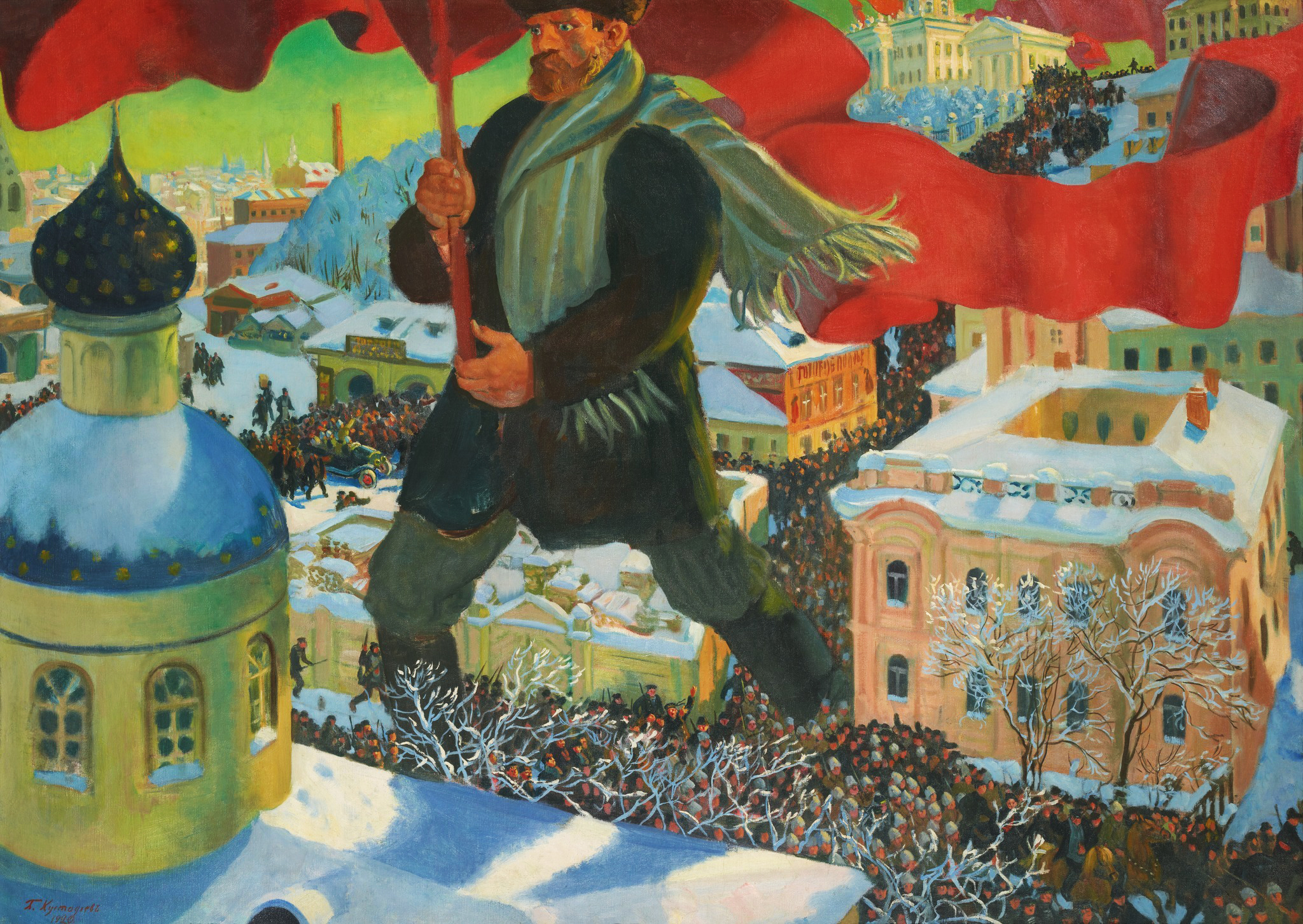
به دنبال تصاحب قدرت توسط بلشویک‌ها در ۱۹۱۷، آثار مارکس و انگلس، مانند مانیفست کمونیست، در سطح و دامنه‌ای گسترده توزیع شدند

به دنبال انقلاب اکتبر ۱۹۱۷ که به قدرت رسیدن بلشویک‌ها به رهبری ولادیمیر لنین در روسیه منجر شد، اولین دولت سوسیالیستی جهان صریحاً در امتداد جبهه‌های مارکسیستی شکل گرفت. اتحاد شوروی، که روسیه بلشویک جزئی از آن می‌شد، یک نظام تک‌حزبی تحت حاکمیت حزب کمونیست اتحاد شوروی (CPSU) بود. برخلاف همتایان توده محور آنها در انترناسیونال دوم، حزب کمونیست شوروی و دیگر احزاب لنینیست مانند آن در انترناسیونال سوم، از اعضایشان انتظار داشتند آثار کلاسیک مارکس، انگلس و لنین را بدانند. علاوه بر این از رهبران حزب انتظار می‌رفت که خط مشی تصمیمات خود را بر پایه ایدئولوژی مارکسیسم-لنینیسم تطبیق دهند؛ بنابراین خواندن آثاری مانند مانیفست برای اعضای حزب ضروری بود.
بر همین اساس، انتشار گسترده آثار مارکس و انگلس تبدیل به یک هدف سیاسی مهم شد. با پشتیبانی یک دولت مستقل، حزب کمونیست منابع نسبتاً بی پایانی برای این هدف در اختیار داشت. آثار مارکس، انگلس و لنین در مقیاسی بسیار گسترده منتشر می‌شدند و نسخه‌های ارزان آثارشان به چندین زبان در سرتاسر دنیا موجود بود. این آثار، شامل نسخه‌های کوتاه‌تر یا نسخه‌های فشرده مانند نسخه‌های گوناگون منتخب آثار مارکس و انگلس یا مجموعه آثارشان بودند. این اتفاقات سرنوشت مانیفست را به شیوه‌های متفاوت مورد تأثیر قرار داد. نخست در خصوص رواج، در سال ۱۹۳۲ احزاب کمونیست آمریکا و بریتانیا صدها هزار نسخهٔ چاپی از یک نسخهٔ ارزان را برای «احتمالاً بزرگ‌ترین نسخه انبوه چاپ شده به انگلیسی»، چاپ کردند. ثانیاً، اثر، وارد برنامه درسی علوم سیاسی در دانشگاه‌ها شد که بعد از جنگ جهانی اول حتی بیشتر رایج شد. برای سالگرد صد سالگی آن در ۱۹۴۸، انتشار آن دیگر تنها مختص به مارکسیست‌ها و دانشگاهیان نبود؛ ناشران عمومی نیز مانیفست را در تیراژ بالا چاپ می‌کردند. طبق اذعان اریک هابسبام: «به‌طور خلاصه مانیفست دیگر فقط یک مقاله کلاسیک مارکسیستی نبود، بلکه به سادگی تبدیل به یک اثر کلاسیک سیاسی شده بود.»
حتی پس از فروپاشی بلوک شوروی در دههّ ۱۹۹۰، مانیفست کمونیست همه گیر باقی ماند؛ هابسبام می‌گوید که «در کشورهای فاقد سانسور، مطمئناً کسی که در نزدیکی یک کتابفروشی خوب است و مسلماً کسی که به یک کتابخانه خوب دسترسی دارد، حتی بدون در نظر گرفتن اینترنت، می‌تواند به آن دسترسی داشته باشد». سالگرد ۱۵۰ سالگی مانیفست، بار دیگر سیلی از توجهات در مطبوعات و دانشگاه‌ها و همچنین نسخه‌های جدیدی از کتاب، حاوی جستارهایی به قلم چندی از دانشگاهیان را به ارمغان آورد. یکی از نسخه‌های جدید، مانیفست کمونیست: یک نسخه مدرن به قلم ورسو بود، که یک منتقد در مجله London Review of Books آن را به عنوان «نسخه‌ای شیک و روبان قرمز پیچیده شده از کار» تحسین کرد؛ «[مانیفست] به شکل یادگاری مطبوع و یک شیء کلکسیونی نفیس طراحی شده‌است. در منهتن، یک فروشگاه برجسته در خیابان پنجم، نسخه‌های چاپی این نسخه برگزیده جدید را به دست مانکن‌های ویترین مغازه قرار داده و در ژست‌های وسوسه انگیز و دکلته مد روز نمایش داده می‌شود».

## میراث
«این اثر، به صراحت و به طرزی نبوغ آمیز، پیکره‌ای از مفاهیم جهان نوین را ترسیم می‌کند، ماتریالیسم منسجم، که پذیرای قلمرو زندگی اجتماعی نیز هست؛ دیالکتیک، به عنوان جامع‌ترین و عمیق‌ترین آموزه توسعه؛ و تئوری مبارزه طبقاتی و نقش انقلابی جهانی تاریخی پرولتاریا - خالق یک جامعه کمونیستی جدید.» ولادیمیر لنین بر مانیفست، ۱۹۱۴

عده‌ای از نویسندگان در اواخر قرن بیستم و قرن بیست و یکم دربارهٔ تداوم موضوعیت مانیفست کمونیست اظهار نظر کرده‌اند. پیتر آزبورن، در شماره‌ای ویژه از سالنامه سوشالیست رجیستر به مناسبت یادبود سالگرد ۱۵۰ سالگی مانیفست، ادعا کرد که این «نافذترین متنی است که در قرن نوزدهم نوشته شده». جان رینز، استاد دانشگاه، در سال ۲۰۰۲ اشاره کرد: «در زمانه ما، انقلاب سرمایه‌داری به دوردست‌ترین نقاط کره زمین رسیده‌است. ابزار پول موجب ایجاد معجزهٔ بازار جهانی جدید و مراکز خرید فراگیر شده‌است. مانیفست کمونیست که بیش از یکصد و پنجاه سال پیش نوشته شده‌است را بخوانید و خواهید دید که مارکس همه این‌ها را پیش‌بینی کرده بود». در سال ۲۰۰۳، مارکسیست انگلیسی کریس هارمن اعلام کرد: «هنوز هم نثر آن، همین‌طور که از حقایق جامعه و این که از کجا آمده‌است و به کجا می‌رود پرده برمی‌دارد، جذّاب و گیرا است. هنوز هم، بهتر از اقتصاددانان و جامعه‌شناسان جریان اصلی، قادر به توضیح جنگ‌های پی در پی و بحران تکراری اقتصادی، گرسنگی صدها میلیون نفر از یک سو و 'تولید بیش از حد' از سوی دیگر است. بعضی قسمت‌های آن را می‌توان با متون متأخر دربارهٔ جهانی شدن برابر دانست». آلکس کالینیکوس، سردبیر مجله سوسیالیسم بین‌المللی در سال ۲۰۱۰ نوشت: «این حقیقتاً مانیفستی برای قرن بیست و یکم است». اندرو ندر روزنامه‌نگار استاندارد عصر لندن، به مانیفست کمونیست، چاپ ۲۰۱۲ انتشارات ورسو با مقدمه اریک هابسبام به عنوان بخشی از بازاندیشی ایده‌های چپ‌گرا یاد کرد که از آن جمله می‌توان به انتشار کتاب پرفروش جوانان ضد اجتماعی: اهریمن انگاری طبقه کارگر اثر اوون جونز و مستند بارگذاری مجدد مارکس اثر جیسون برکر نیز اشاره کرد.

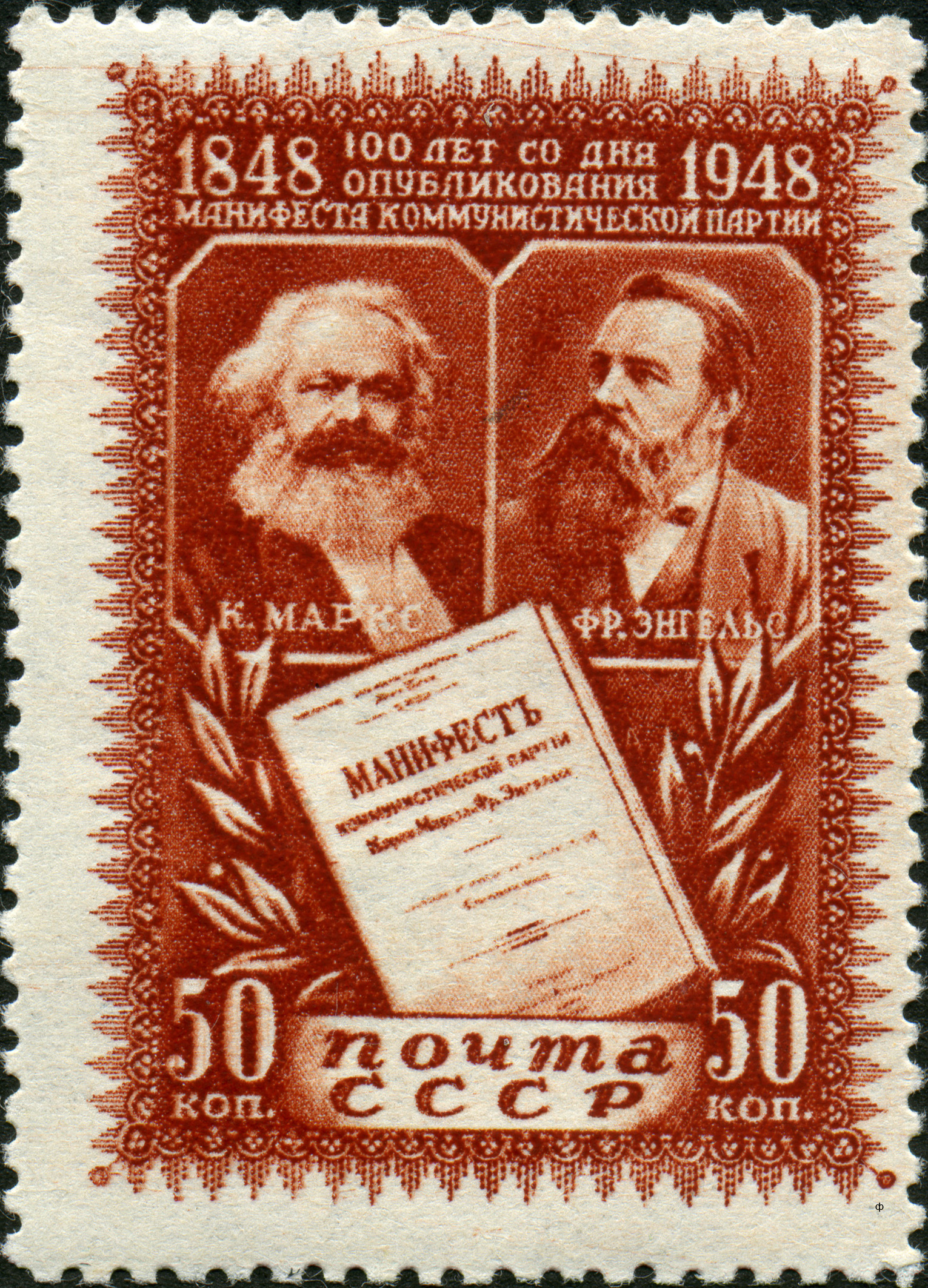
تمبر اتحاد جماهیر شوروی به مناسبت یادبود صدمین سالگرد انتشار مانیفست

در مقابل، منتقدانی همچون مارکسیست تجدیدنظرطلب و سوسیالیست اصلاح‌طلب ادوارد برنشتاین، بین مارکسیسم «نابالغ» اولیه -چنان‌که در مانیفست کمونیست نوشته مارکس و انگلس جوان تجسم می‌یابد- که او به خاطر تمایلات خشونت‌آمیز و بلانکیستی با آن مخالف بود، و مارکسیسم «بالغ» متأخر که مورد حمایتش بود، تمایز قائل می‌شدند. این صورت اخیر، به اذعان این نکته توسط مارکس در سال‌های بعد اشاره دارد که می‌توان از طرق صلح‌آمیز و به کمک اصلاحات قانونی در جوامع دموکراتیک به سوسیالیسم دست یافت. برنشتاین اظهار کرد که طبقهٔ عظیم و همگن کارگر که مانیفست کمونیست داعیه دار آن بود وجود ندارد، و بر خلاف ادعای ظهور اکثریتی از کارگران، طبقه متوسط، نه تنها مطابق پیش‌بینی مارکس در حال ناپدید شدن نیست، بلکه در محیط سرمایه‌داری در حال رشد است. برنشتاین معتقد بود که طبقه کارگر همگن نیست، بلکه به خاطر تقسیمات و جناح‌های درونی‌اش، از جمله اتحادیه‌های کارگری سوسیالیستی و غیر سوسیالیستی، ناهمگن است. خود مارکس بعدها در اثر خود تئوری‌های ارزش اضافی (۱۸۶۳) تصدیق کرد که طبقه متوسط در حال ناپدید شدن نیست. گمنامی اثر اخیر بدان معنی است که اعتراف مارکس به این اشتباه شهرت کافی ندارد. جورج بویر مانیفست را به عنوان «یک اثر تاریخی، سندی از سال‌هایی که به دههٔ 'گرسنه' ۱۸۴۰ شهرت یافت»، توصیف کرد.

بسیاری توجه را به آن بخش از مانیفست جلب کرده‌اند که به تمسخر حماقت روستایی می‌پردازد: «بورژوازی [...] همه ملت‌ها را [...] رهسپار تمدن می‌کند [...] شهرهای فراوانی را ایجاد کرده‌است [...] و بنابراین بخش قابل توجهی از جمعیت را از حماقت زندگی روستایی نجات داده‌است». با این حال همان‌طور که اریک هابسبام اشاره کرد: 
گرچه شکی نیست که مارکس در این زمان، در تحقیر و بی‌اعتنایی رایج در میان اهالی شهر نسبت به زیست دهقانی شریک بود، عبارت واقعی و از دیدگاه تحلیلی جالب‌تر آلمانی (dem Idiotismus des Landlebens entrissen) نه به «حماقت»، بلکه به «افق‌های محدود فکری»، یا «انزوا از جامعه وسیع‌تر» مردم حومه شهر اشاره دارد. این گفته بازتاب معنای اصلی واژه یونانی idiotes است که گرچه کلمات «احمق» یا «حماقت» با بار معنایی منفی از آن مشتق می‌شوند، در اصل یعنی «فردی که تنها سرگرم امور خصوصی خویش است، نه مسائل جامعه وسیع‌تر». در دهه‌های بعد از ۱۸۴۰ و در جنبش‌هایی که اعضای آن، بر خلاف مارکس، تحصیلات کلاسیک نداشتند، معنی اصلی از بین رفته و به غلط تعبیر شد.

## تأثیرپذیری
دامنه اثرپذیری سیاسی مارکس و انگلس وسیع بود، از سوسیالیسم فرانسوی، و اقتصاد سیاسی انگلیسی و اسکاتلندی تا فلسفه ایده‌آل‌گرای آلمانی که هم از آن الهام گرفته و هم نسبت به آن واکنش نشان دادند. مانیفست کمونیست از ادبیات نیز تأثیر پذیرفته‌است. ژاک دریدا در اثر خود، اشباح مارکس: دولت و دِین، امر سوگ و بین‌الملل جدید، از نمایش‌نامه تراژیک ویلیام شکسپیر، هملت، به عنوان چارچوبی برای مباحثه دربارهٔ تاریخچه بین‌الملل استفاده می‌کند و در خلال آن، به تأثیر اثر شکسپیر بر نوشته مارکس و انگلس می‌پردازد. کریستوفر ان. وارن در جستار «هم‌پیمانان بزرگ: اشباح میلتون و عدالت بین‌الملل جمهوری‌خواه میان شکسپیر و مارکس»، تأثیر قابل توجه جان میلتون، شاعر انگلیسی، بر آثار مارکس و انگلس را مطرح می‌کند. مورّخان عادات مطالعه در قرن نوزدهم نیز تأیید کرده‌اند که مارکس و انگلس احتمالاً کتاب‌های این نویسندگان را خوانده‌اند و معروف است که مارکس به خصوص عاشق شکسپیر بوده‌است. وارن اذعان می‌کند که میلتون، تأثیری عمیق بر مانیفست کمونیست داشته: «با نگاهی به گذشته و عصر میلتون، مارکس متوجه دیالکتیکی تاریخی شد که اساس آن ملهم از آزادی مطبوعات، جمهوری‌خواهی و انقلاب در پیوستی نزدیک بود». وارن ادامه می‌دهد که جمهوری‌خواهی میلتون، به شکل «پُلی سودمند، خواه دور از انتظار» به مارکس و انگلس، که در تلاش برای تشکیل یک ائتلاف انقلابی بین‌المللی بودند، یاری رسانده‌است.

## ترجمه به فارسی
کتاب مانیفست حزب کمونیست تاکنون چندین بار توسط مترجمان مختلفی به زبان فارسی ترجمه شده و توسط ناشران مختلفی به چاپ رسیده‌است.
- مانیفست بیانیه حزب کمونیست، تهران: از انتشارت کتاب کمیسیون ترجمه آثار بین‌المللی، بنگاه آذر، ۱۳۲۴؛ ۷۲ ص.
- مانیفست حزب کمونیست، مسکو: اداره نشر مطبوعات به زبان‌های خارجی، ‏‫‏۱۹۵۱م=۱۳۳۰؛ ۱۲۴ ص.
- ‏مانیفست حزب کمو‫نیست‮‬‏‫، پکن‮‬‏‫: اداره نشریات زبان‌های خارجی‮‬‏‫، ۱۹۷۲م‏=۱۳۵۱؛ ‏‫۹۶ ‏‫ص. ‬‮‬‏
- مانیفست حزب کمونیست، ترجمهٔ مصطفی مفیدی، تهران: [بی‌نا]‏‫، ۱۳۵۹؛ ۶۹ ص.
- مانیفست حزب کمونیست (ترجمه جدید)، ترجمهٔ محمد پورهرمزان، تهران: حزب توده ایران، ۱۳۵۹؛ ۱۱۳ ص.
- ب‍ی‍ان‍ی‍هٔ ک‍م‍ون‍ی‍س‍ت، ت‍رج‍م‍هٔ ب‍ره‍ان رض‍ائ‍ی، ن‍ی‍وی‍ورک؛ بی‌تا، ص ۷۸.
- مانیفست کمونیست، ترجمهٔ حسن مرتضوی و محمود عبادیان، در م‍ان‍ی‍ف‍س‍ت پ‍س از ۱۵۰ س‍ال (م‍ج‍م‍وع‍ه م‍ق‍الات)، گردآوری و ترجمه از حسن مرتضوی، ویراستار انگلیسی ل‍ئ‍و پ‍ان‍ی‍چ و ک‍ال‍ی‍ن ل‍ی‍ز، تهران: آگه، ۱۳۸۰؛ چاپ دوم تهران: آگاه، ۱۳۸۶؛ صص ۲۷۵–۳۱۷.
- مانیفست کمونیست، ‏‫ترجمهٔ مسعود صابری، تهران: طلایه پرسو‏‫، ‏‫۱۳۸۸؛ ‏‫۹۹ ص. ‬‬
- مانیفست حزب کونیستُ ترجمهٔ شهاب برهان، ۱۳۹۳.
- م‍ان‍ی‍ف‍س‍ت ک‍م‍ون‍ی‍س‍ت‌ (به زبان ساده)، ک‍اری‍ک‍ات‍وره‍ا از رو - م‍ارچ‍ن‍ارو، ت‍رج‍م‌هٔ ف‍روغ ای‍م‍ان‍ی، ت‍ه‍ران؛ ۱۰۲ ص.

## متن مرجع
- مانیفست حزب کمونیست نسخهٔ فارسی ادارهٔ نشریات به زبان‌های خارجی - مسکو سال ۱۹۵۱